# The Vinyl Trilogy
The Vinyl Trilogy är skivtrilogi av Nicolai Dunger, utgiven 2002. Trilogin består av tre studioalbum: Blind Blemished Blues, A Dress Book och Sweat Her Kiss. Blind Blemished Blues utgavs ursprungligen 2000, A Dress Book 2001 och Sweat Her Kiss 2002.

## Låtlista

### Blind Blemished Blues
1. "Slow Doorbell Waltz" - 2:34
2. "Starblues and a Wild Evening" - 8:07
3. "Way Over Yonder" - 5:12
4. "Tribute to Robert Wyatt" - 1:34
5. "Champs Elysées (De La Blue)" - 4:29
6. "Blemished Blues" - 5:27
7. "Steady As Rock (When Your Love Is Broken)" - 3:28
8. "Talking Blues" - 16:32

### A Dress Book
1. "Trossgatan 13" - 3:48
2. "Trossgatan 31" - 2:59
3. "Domherregatan" - 4:13
4. "Port Douglas Post Office (Australia)" - 3:13
5. "Holmträskvägen" - 7:01
6. "Malmgatan 16 (to Dan Abrahamsson)" -	3:32
7. "Prästgårdsgatan 13 A" - 3:21
8. "Kibbutz Tseelim D.N Halutza (Israel)" - 3:53
9. "Blåsutvägen 31" - 2:56
10. "Konsolvägen 5" - 4:01

### Sweat Her Kiss
1. "Prelude (a Greek Welcoming)" - 1:17
2. "Peaceful Way" - 3:07
3. "What Have They Done to My Song. Ma" - 3:53
4. "Cloudia" - 3:13
5. "Warlock" - 5:34
6. "Israeli Days" - 7:75
7. "Rafael (Intro Moving Through Egyptian Skies)" - 4:18
8. "Sister" - 3:23
9. "Sweat" - 3:19
10. "The Sun Will Always Shine..." - 4:03